# بيدرو ميغيل سيلفا روتشا
بيدرو ميغيل سيلفا روتشا (بالبرتغالية: Pedro Miguel Silva Rocha‏) (6 مارس 1985 في البرتغال - ) هو لاعب كرة قدم برتغالي في مركز الدفاع. لعب مع نادي أكاديميكا كويمبرا ونادي ريو أفي ونادي فارزيم ونادي لوريان.

## وصلات خارجية
- بيدرو ميغيل سيلفا روتشا على موقع قاعدة بيانات كرة القدم.إي يو (الإنجليزية)
- بيدرو ميغيل سيلفا روتشا على موقع ليكيب (الفرنسية)
- بيدرو ميغيل سيلفا روتشا على موقع Soccerway.com (الإنجليزية)
- بيدرو ميغيل سيلفا روتشا على موقع AS.com (الإسبانية)